# Марин и Аниан
Марин и Аниан (нем. Marinus und Anianus) — европейские христианские священномученики, казнённые «вандалами» в 697 году в Иршенберге (Irschenberg) в современной Баварии (Германия). Марин и Аниан причислены в Католической церкви к лику святых (день памяти 15 ноября). С 2006 года Марин стал почитаться местночтимым святым Берлинской и Германской епархии РПЦ МП (день памяти 28 ноября).

## Жизнеописание
Странствующий епископ-миссионер Марин и его духовный брат дьякон Аниан, как гласит предание, были родом из Ирландии (или из западной Франконии). Они получили весьма достойное образование и решили совершить паломническое путешествие в Рим. Там их принял папа Евгений I и посвятил Марина в епископы, а его спутника и друга Аниана в диаконы.
На обратном пути, находясь в южнобаварских землях, святые присмотрели для своих подвигов и отшельничества неприметный уголок в окрестностях современного Иршенберга. Но поселились они по разным сторонам глубокого ущелья.
Прожили в духовных трудах и подвигах 40 лет и все эти годы проповедовали приходящим к ним Христа Спасителя.
Однажды в пещеру Святого Марина нагрянули вандалы (предполагается , что это были представители одного из славянских племён). Они потребовали показать им дорогу к населённому пункту, но уже давно Марин дал себе обет не выходить из укрытия, поэтому он отказался провести завоевателей. Взбешенные вандалы замучили святого, а его ещё живое тело сожгли на поленнице из дров.
Предание свидетельствует, что в это же самое время испустил свой дух и дьякон Аниан.

## Почитание
Несмотря на столь скудные сведения о жизни святых, почитание среди жителей Южной Баварии распространилось очень быстро и повсеместно. Уже в 750 году они были прославлены церковью, а мощи перенесены в церковь селения Вильпартинг.
Император Священной Римской империи Генрих II (1002—1024) учредил праздник святого Марина, а в XII веке монастырь Ротт-на-Инне решил почитать святых Марина и Аниана наравне с почитанием апостола Петра и считать мучеников своими покровителями. В XIII веке культ священномучеников распространился в окрестностях озера Тегернзе. 30 октября 1373 года Дитрих, епископ Фрайзинга, освятил на месте жизни и подвигов святого Аниана в Альбе (Alb) часовню в честь его имени.
В XVII веке между Вильпартингом и монастырём Ротт разгорелась нешуточная борьба за обладание мощами святых, которую в итоге выиграл Вильпартинг. До сих пор ежегодно к мощам священномучеников в Вильпартинг приходит тысячи паломников и многие из них получают помощь.